# Barbus arcislongae
Barbus arcislongae là một loài cá vây tia thuộc họ Cyprinidae.
Loài này có ở Malawi, Mozambique, và Tanzania.
Môi trường sống tự nhiên của chúng là sông ngòi và hồ nước ngọt.